# Hermafrodit

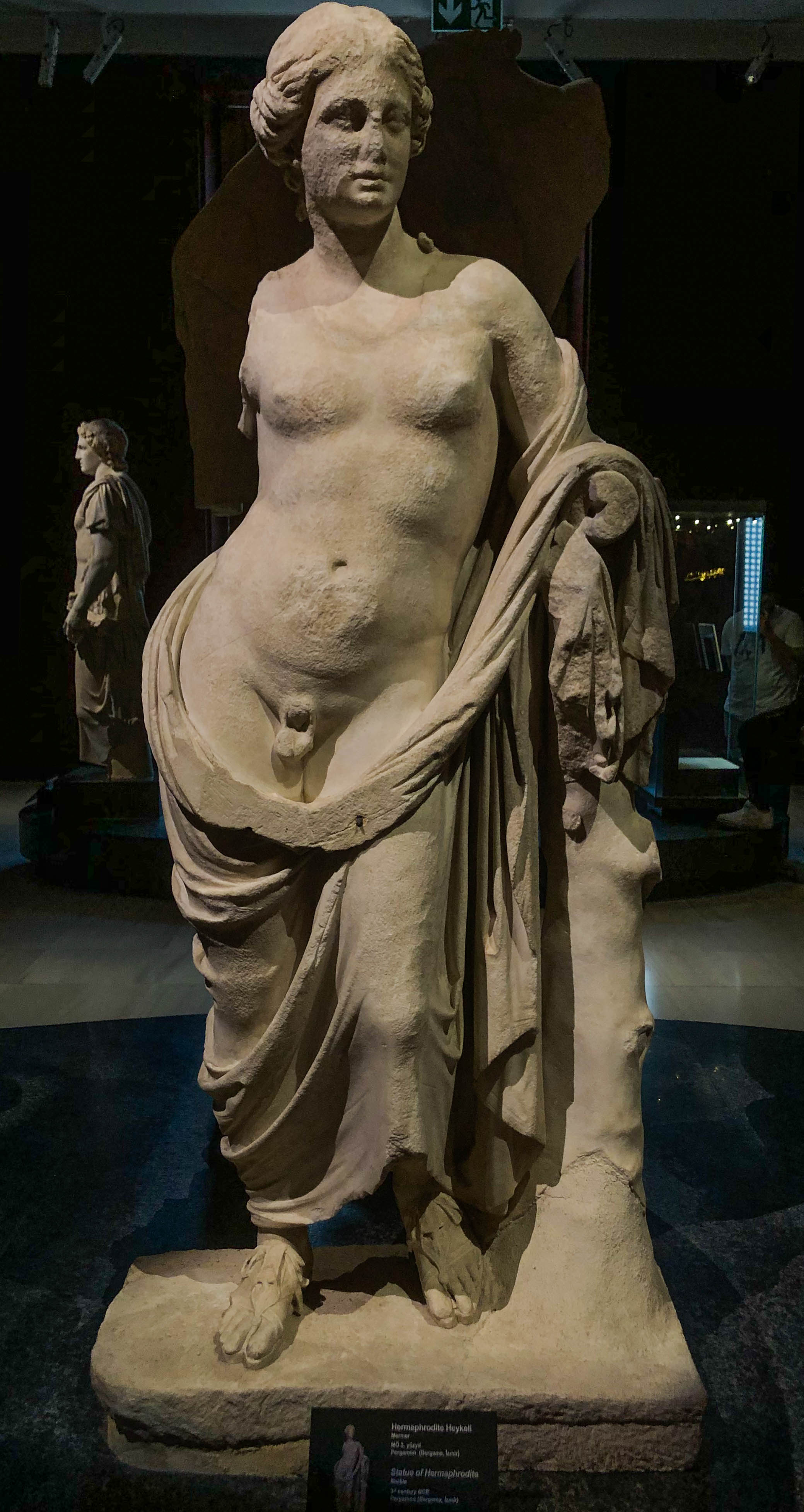

În mitologia greacă, Hermafrodit (din greaca veche "Ἑρμαφρόδιτος", latinizat "Hermaphróditos") a fost un copil al Afroditei și al lui Hermes. Potrivit lui Ovidiu, el s-a născut ca băiat remarcabil de frumos pe care naiada Salmacis a încercat să-l violeze și s-a rugat să fie uniți pe vecie. Un zeu, ca răspuns la rugăciunea ei, a îmbinat cele două forme ale lor într-una singură și l-a transformat într-un hermafrodit, el fiind considerat originea numelui. Numele lui este compus din numele părinților săi, Hermes și Afrodita. Este considera unul dintre zeii iubirii.
Deoarece Hermafrodit a fost un copil al lui Hermes și, în consecință, un strănepot al lui Atlas (mama lui Hermes, Maia, era fiica lui Atlas), uneori sunt numiți Atlantiades ( greacă Ατλαντιάδης).

## Simbolism
Hermafrodit, copilul bisexual al Afroditei și al lui Hermes (Venus și Mercur in mitologia romană) a fost mult timp un simbol al androginiei sau efeminației, fiind portretizat în arta greco-romană ca o figură feminină cu organe genitale masculine.
Relatarea lui Theophrastus sugerează, de asemenea, o legătură între Hermafrodit și instituția căsătoriei. Referirea la a patra zi a lunii este grăitoare: aceasta este cea mai norocoasă zi pentru a avea o nuntă. Asocierea lui Hermafrodit cu căsătoria pare să fi fost aceea că, întruchipând atât calitățile masculine cât și pe cele feminine, el a simbolizat reunirea bărbaților și femeilor într-o uniune sacră. Un alt factor care leagă pe Hermafrodit de nunți a fost rolul părinților săi în protejarea și binecuvântarea mireselor.
Numele lui Hermafrodit este derivat din cel al părinților lor Hermes și Afrodita. Toți cei trei zei figurează în mare parte printre figurile erotice și ale fertilității și toți au nuanțe sexuale distincte. Uneori, Hermafroditul este denumit Afrodit. 

## Mitologie
Relatarea lui Ovidiu spun că Hermafrodit a fost îngrijit de naiade în peșterile de pe Muntele Ida, un munte sacru din Frigia (azi în Turcia). La vârsta de cincisprezece ani, s-au plictisit de împrejurimile lor și au călătorit în orașele Licia și Caria. În pădurea Caria, lângă Halicarnas (azi Bodrum, Turcia), au întâlnit-o pe nimfa Salmacis, în iazul ei. Aceasta a fost copleșită de pofta pentru copil, care era foarte frumos, dar încă tânăr, și a încercat să îl seducă, dar a fost respinsă. Când a crezut că a plecat, Hermafrodit s-a dezbrăcat și a intrat în apele iazului gol. Salmacis a sărit din spatele unui copac și a sărit în lac. Ea s-a înfășurat în jurul tânărului, sărutându-i cu forța și atingându-i pieptul. În timp ce se luptau, ea i-a invocat pe zei să nu se despartă niciodată. Dorința ei a fost îndeplinită, iar trupurile lor s-au amestecat într-o singură formă, „o creatură de ambele sexe”. Hermafrodit s-a rugat lui Hermes și Afroditei ca oricine altcineva care s-ar scălda în acel iaz să fie transformat în mod similar, iar dorința lui a fost îndeplinită.
Filologul clasic maghiar Károly Kerényi a scris: „În această formă, povestea cu siguranță nu era veche”. El a legat-o de miturile grecești care implică tineri bărbați (efebi), remarcând legendele lui Narcis și Hyacinth, care aveau culte arhaice ale eroilor, precum și cele care îl implică pe himen (Hymenaios).
Diodor Siculus, în lucrarea sa Biblioteca de istorie, menționează că unele surse spun că Hermafrodit este un zeu și apare în anumite momente printre oameni, dar sunt altele care declară că astfel de creaturi de două sexe sunt monstruozități și că vin foarte rar pe lume deoarece au calitatea de a prevesti viitorul, uneori aducând vești rele, iar alteori bune. 
Autorul satiric Lucian din Samosata sugerează că, mai degrabă, Hermafrodit s-a născut astfel decât să devină mai târziu în viață împotriva voinței lui și dă vina pe identitatea tatălui copilului, Hermes.

## În artă

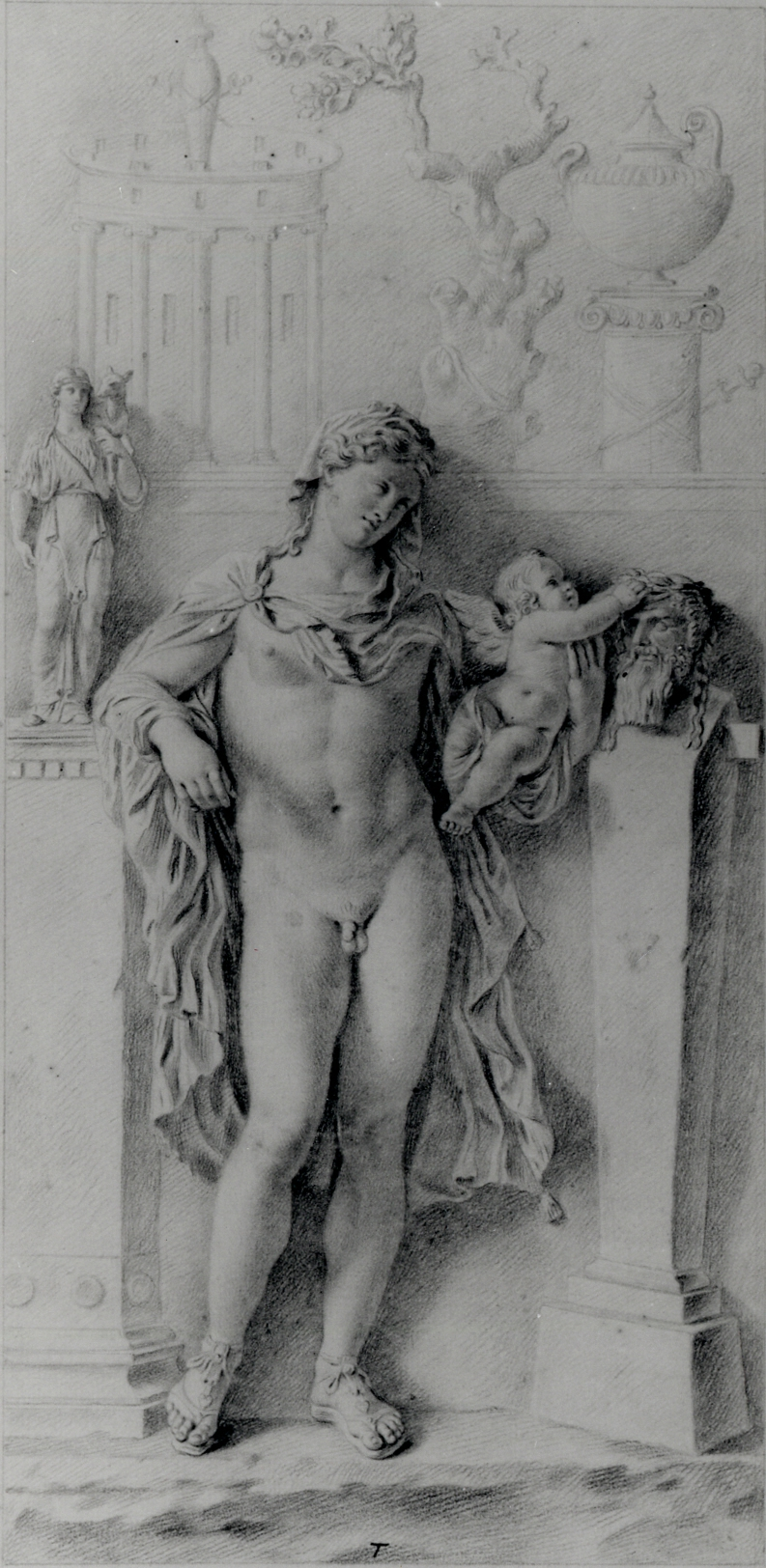
Desen al unui relief înfățișând pe Hermafrodit și Eros încoronând un herm de Antonio Maria Zanetti (circa 1721)

### În sculptură
- Cea mai faimoasă sculptură a acestei figuri este Hermafroditul adormit.
- Hermafrodit, Palatul Artelor Frumoase din Lille
- O sculptură în mărime naturală a lui Hermafrodit din Pergamon este una dintre cele mai mari găsite în picioare 186,5 cm înălțime, la Muzeul de Arheologie din Istanbul.
- O statuie a lui John Henry Foley a fost prezentată la Marea Expoziție din 1851 și ulterior donată Grădinilor Bancroft, Stratford-upon-Avon, unde se află acum.
- O statuie de marmură a lui Hermafrodit a fost găsită lângă Casa lui Loreius Tiburtinus

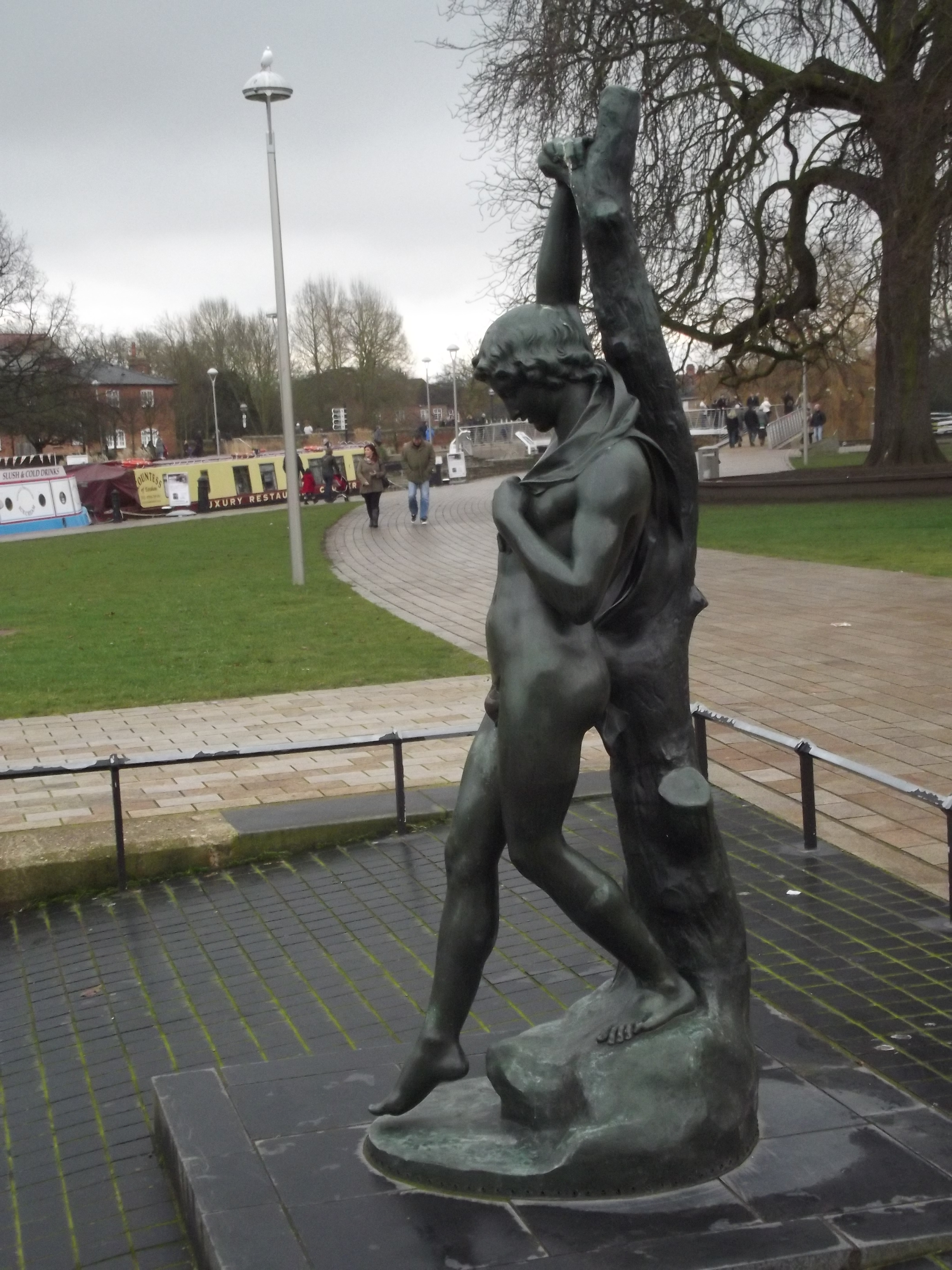
Statuia lui Hermafrodit la Bancroft Gardens, Stratford-upon-Avon, Warwickshire.

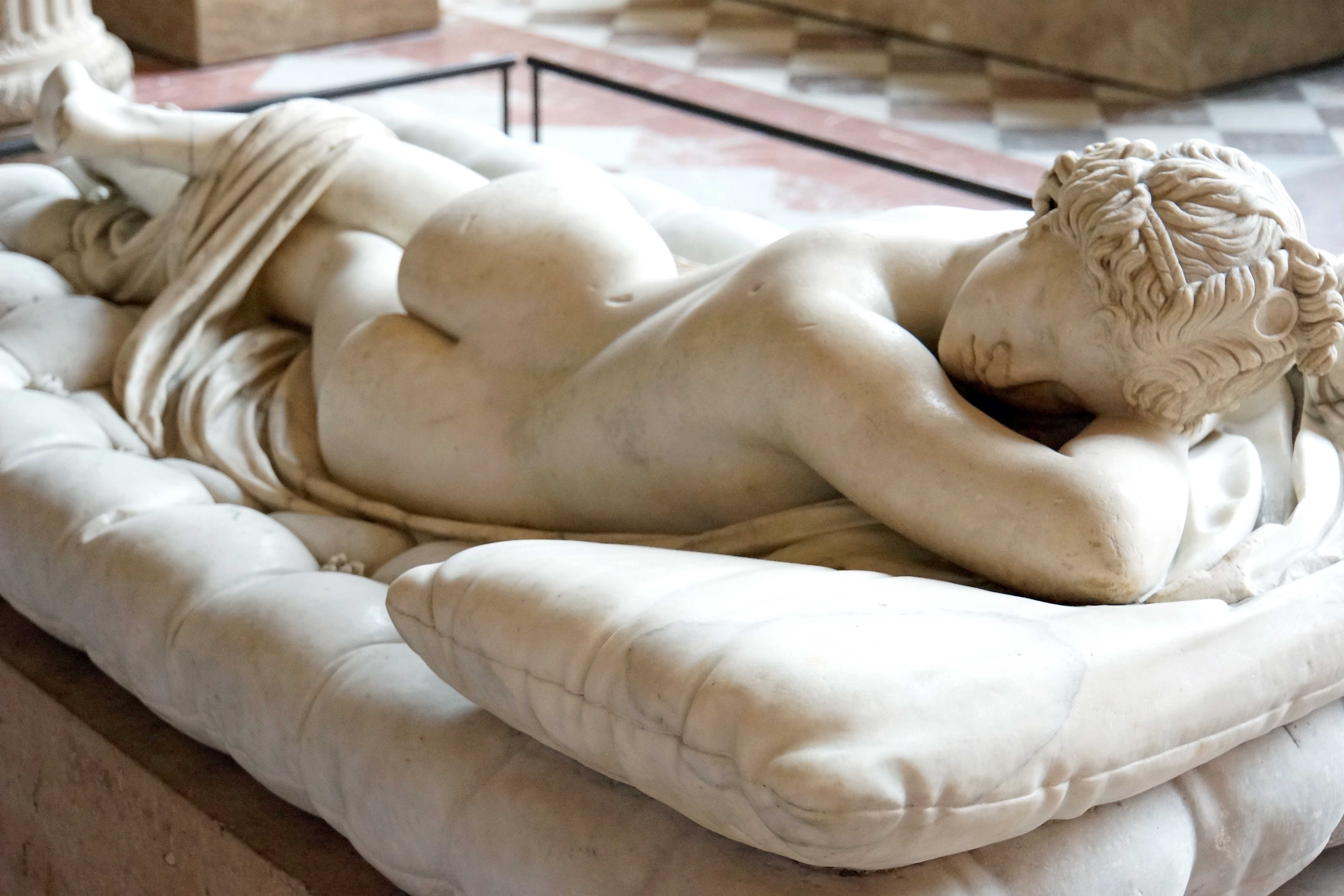
Borghese Hermafrodit, copie romană a secolului al II-lea d.Hr

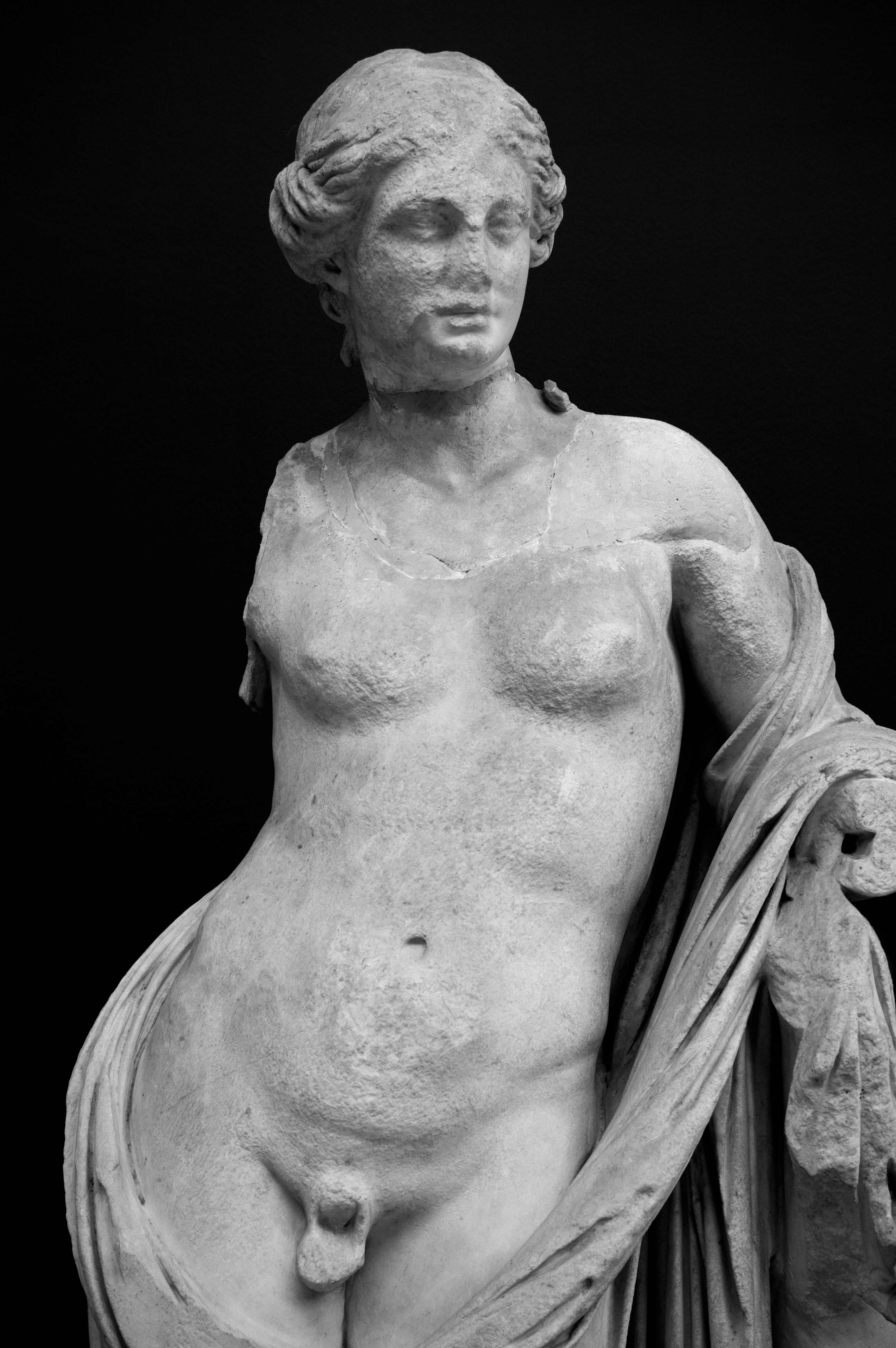
Statuia lui Hermafrodit din Pergam, elenistică, secolul III î.Hr. (Istanbul).